# Jerzy Waszczuk
Jerzy Andrzej Waszczuk (ur. 21 kwietnia 1937 w Warszawie, zm. 19 sierpnia 2016 w Konstancinie-Jeziornie) – polski polityk, funkcjonariusz partyjny, poseł na Sejm PRL VII i VIII kadencji.

## Życiorys
Syn Jana i Marii. Był działaczem Zrzeszenia Studentów Polskich. W 1957 wstąpił do Polskiej Zjednoczonej Partii Robotniczej. W latach 1960–1964 był starszym instruktorem, a od 1964 do 1968 sekretarzem propagandy Komitetu Dzielnicowego partii w Warszawie-Śródmieście. Uzyskał wykształcenie wyższe humanistyczne na wydziale filozofii Uniwersytetu Warszawskiego. W latach 1968–1980 pracował w Komitecie Centralnym PZPR, m.in. jako instruktor, a także pełniąc funkcję pracownika Biura Sekretariatu (1968–1971), pracownika Kancelarii Sekretariatu (1971–1972), zastępcy (1972–1973) oraz kierownika Kancelarii Sekretariatu (1973–1980). Członkiem KC został 12 grudnia 1975 (był nim do lipca 1981), od 15 lutego 1980 do 16 lipca 1981 był jego sekretarzem. Od 24 sierpnia 1980 do 19 lipca 1981 był także zastępcą członka Biura Politycznego KC PZPR.
W 1976 uzyskał mandat posła na Sejm PRL VII kadencji w okręgu Jelenia Góra. Zasiadał w Komisji Spraw Zagranicznych. W 1980 uzyskał reelekcję w tym samym okręgu. W Sejmie VIII kadencji zasiadał w tej samej komisji. Był także członkiem Rady Redakcyjnej organu teoretycznego i politycznego KC PZPR „Nowe Drogi”.
Należał do lewicowego Stowarzyszenia „Pokolenia”, do 2014 zasiadał w zarządzie jego warszawskiego koła. Zmarł po chorobie 19 sierpnia 2016. Pochowany 2 września na cmentarzu Bródnowskim.

## Odznaczenia
- Krzyż Oficerski Orderu Odrodzenia Polski
- Złoty Krzyż Zasługi
- Wielki Oficer Orderu Infanta Henryka (1976)[8].